# Società Polisportiva Ars et Labor 1947-1948
Questa voce raccoglie le informazioni riguardanti  la Società Polisportiva Ars et Labor nelle competizioni ufficiali della stagione 1947-1948.

## Stagione
Il fiuto calcistico del presidente Paolo Mazza si dimostra insuperabile fin dalla campagna trasferimenti estiva, quando cede Giovanni Ballico alla Sampdoria per una somma importante e pesca dalla Fiorentina per poche lire a titolo definitivo Egisto Pandolfini, che l'anno prima si era messo in mostra nell'Empoli in coppia con Lorenzi. In panchina siede Giuseppe Marchi.
La giovane punta col vizio del gol, 20 reti il bottino stagionale, risulterà la carta vincente della squadra spallina, che con 43 punti si classificherà al terzo posto nel girone B della Serie B. La squadra di Marchi risulta la più "corsara" del girone con sette successi esterni.

## Rosa
| N. |                   | Ruolo | Calciatore          |
| -- | ----------------- | ----- | ------------------- |
|    | Italia (bandiera) | A     | Giorgio Aebi        |
|    | Italia (bandiera) | D     | Renzo Ansaloni      |
|    | Italia (bandiera) | A     | G. Bacchetti        |
|    | Italia (bandiera) | A     | Savino Bellini      |
|    | Italia (bandiera) | A     | Aldo Biagiotti      |
|    | Italia (bandiera) | P     | Marco Brandolin     |
|    | Italia (bandiera) | A     | Filippo Cammoranesi |
|    | Italia (bandiera) | A     | Domenico Cremonesi  |
|    | Italia (bandiera) | A     | Bruno De Lazzari    |
|    | Italia (bandiera) | C     | Giovanni Emiliani   |
|    | Italia (bandiera) | A     | Attilio Frizzi      |
|    | Italia (bandiera) | C     | Walter Gardelli     |

| N. |                   | Ruolo | Calciatore         |
| -- | ----------------- | ----- | ------------------ |
|    | Italia (bandiera) | D     | Cosimo La Penna    |
|    | Italia (bandiera) | C     | Carlo Lucchelli    |
|    | Italia (bandiera) | C     | Serafino Montanari |
|    | Italia (bandiera) | D     | Arturo Morelli     |
|    | Italia (bandiera) | P     | Antonio Nuciari    |
|    | Italia (bandiera) | C     | Egisto Pandolfini  |
|    | Italia (bandiera) | D     | Plinio Patuelli    |
|    | Italia (bandiera) | D     | Ivo Pesaresi       |
|    | Italia (bandiera) | C     | Emilio Rancilio    |
|    | Italia (bandiera) | C     | Gaetano Vellani    |
|    | Italia (bandiera) | D     | Bruno Zorzi        |

## Risultati

### Serie B (girone B)

#### Girone di andata
| Arbitro: | Michieletto (Mestre) |

|                                                  |           |                 |
| Pandolfini 3’, 20’ Bellini I 36’ Cammoranesi 40’ | Marcatori | 60’ Marmiroli I |

| Arbitro: | Massai (Pisa) |

|                            |           |  |
| Berruti 22’ Stabellini 89’ | Marcatori |  |

| Arbitro: | Pera (Firenze) |

|            |           |                     |
| Barera 89’ | Marcatori | 5’, 20’ Cammoranesi |

| Arbitro: | Garassino (Varese) |

|                                |           |  |
| Cammoranesi 55’ De Lazzari 77’ | Marcatori |  |

| Arbitro: | Zelocchi (Modena) |

|                 |           |                |
| Arangelovic 29’ | Marcatori | 69’ De Lazzari |

| Arbitro: | Venutti (Trieste) |

|                                   |           |              |
| De Lazzari 8’, 44’ Pandolfini 61’ | Marcatori | 81’ Malavasi |

| Reggio Emilia 26 ottobre 1947 7ª giornata | Reggiana          | 0 – 0 | SPAL | Stadio Mirabello\| Arbitro: \| Matucci (Seregno) \| |
| Arbitro:                                  | Matucci (Seregno) |       |      |                                                     |

| Treviso 2 novembre 1947 8ª giornata | Treviso         | 0 – 0 | SPAL | Stadio Omobono Tenni\| Arbitro: \| Cicardi (Lecco) \| |
| Arbitro:                            | Cicardi (Lecco) |       |      |                                                       |

| Arbitro: | Pera (Firenze) |

|  |           |             |
|  | Marcatori | 48’ Vaccari |

| Arbitro: | Maglio (Torino) |

|  |           |                   |
|  | Marcatori | 40’ Degli Esposti |

| Arbitro: | Neri (Vicenza) |

|            |           |                                  |
| Chiodo 18’ | Marcatori | 46’ Rancilio 64’, 78’ Pandolfini |

| Arbitro: | Codeluppi (Lodi) |

|                             |           |                               |
| Maselli 24’, 69’ Sodini 62’ | Marcatori | 20’ Cammoranesi 82’ Montanari |

| Arbitro: | Ferrazzi (Milano) |

|                             |           |                  |
| Emiliani 11’ Pandolfini 16’ | Marcatori | 20’ (rig.) Milli |

| Arbitro: | Righi (Milano) |

|  |           |                |
|  | Marcatori | 13’ Pandolfini |

| Arbitro: | Buratti (Milano) |

|  |           |               |
|  | Marcatori | 5’ De Lazzari |

| Ferrara 11 gennaio 1948 16ª giornata | SPAL              | 2 – 1 | Centese | Stadio Comunale\| Arbitro: \| Caprioli (Varese) \| |
| Arbitro:                             | Caprioli (Varese) |       |         |                                                    |

| Arbitro: | Massironi (Milano) |

|               |           |                    |
| Biagiotti 51’ | Marcatori | 7’ (aut.) La Penna |

#### Girone di ritorno
| Suzzara 15 febbraio 1948 18ª giornata | Suzzara          | 0 – 0 | SPAL | Campo Sportivo Comunale\| Arbitro: \| Pasinetti (Roma) \| |
| Arbitro:                              | Pasinetti (Roma) |       |      |                                                           |

| Ferrara 22 febbraio 1948 19ª giornata | SPAL             | 0 – 0 | Parma | Stadio Comunale\| Arbitro: \| Carpani (Milano) \| |
| Arbitro:                              | Carpani (Milano) |       |       |                                                   |

| Arbitro: | Ferrari (Firenze) |

|                                    |           |                    |
| Emiliani 17’ De Lazzari 44’ (rig.) | Marcatori | 35’ (rig.) Colombi |

| Arbitro: | Scotto (Savona) |

|                       |           |          |
| Paredi 44’ Zironi 48’ | Marcatori | 32’ Aebi |

| Arbitro: | Gemini (Roma) |

|                |           |                                |
| Pandolfini 70’ | Marcatori | 44’ (aut.) Lucchelli 50’ Fiore |

| Arbitro: | Buratti (Milano) |

|                         |           |                |
| Malavasi 24’ Chizzo 66’ | Marcatori | 49’ De Lazzari |

| Arbitro: | Codeluppi (Lodi) |

|               |           |           |
| Cremonesi 25’ | Marcatori | 40’ Borri |

| Arbitro: | Massironi (Milano) |

|                                |           |  |
| Cammoranesi 18’ Pandolfini 44’ | Marcatori |  |

| Arbitro: | Boffardi (Genova) |

|                |           |                        |
| Pandolfini 11’ | Marcatori | 48’ Fabbri 80’ Vaccari |

| Arbitro: | Matucci (Seregno) |

|  |           |                                |
|  | Marcatori | 10’ Pandolfini 45’ Cammoranesi |

| Arbitro: | Trentin (Torino) |

|                                              |           |               |
| Pandolfini 10’, 46’, 48’ De Lazzari 30’, 75’ | Marcatori | 85’ Prunecchi |

| Arbitro: | Mosca (Napoli) |

|                             |           |  |
| Pandolfini 2’ Cremonesi 20’ | Marcatori |  |

| Arbitro: | Ferrazzi (Milano) |

|                               |           |                                                                 |
| Toros 80’ Bossi 81’ Milli 86’ | Marcatori | 51’ Cremonesi 53’ De Lazzari 62’ Pandolfini 88’ (rig.) Rancilio |

| Arbitro: | De Mari (Torino) |

|                       |           |  |
| De Lazzari 30’ (rig.) | Marcatori |  |

| Arbitro: | Massai (Pisa) |

|                                                       |           |             |
| Pandolfini 29’, 69’ De Lazzari 57’, 84’ Cremonesi 66’ | Marcatori | 86’ Ferrari |

| Arbitro: | Corallo (Lecce) |

|              |           |                                    |
| Barbieri 36’ | Marcatori | 2’, 42’ Pandolfini 62’, 90’ Frizzi |

| Arbitro: | Massironi (Milano) |

|                 |           |  |
| Confalonieri 7’ | Marcatori |  |